# セバスティアン・ティル
セバスティアン・ティル（Sébastien Thill、1993年12月29日 - ）は、ルクセンブルク・ルクセンブルク市出身のサッカー選手。ハンザ・ロストック所属。ポジションはミッドフィールダー。

## クラブ経歴
2009年から2012年までルクセンブルク・ナショナルディビジョンのCSペタンジュでプレーし、リーグ戦46試合に出場して9ゴールを挙げた。2013年にFCプログレス・ニーダーコルンに移籍。2015年には同クラブでUEFAヨーロッパリーグ 2015-16 予選に出場するが、1回戦でアイルランドのシャムロック・ローヴァーズFCに2戦合計0-3で敗退する。
2017年7月4日、UEFAヨーロッパリーグ 2017-18 予選1回戦のレンジャーズFC戦セカンドレグでティルは75分にこの試合2点目となるゴールを決め、2戦合計2-1でクラブの2回戦進出に貢献した。
2020年9月5日、1年ローンでロシアのFKタンボフに加入。
2021年1月18日、買取オプション付きの1年半ローンでモルドバ（沿ドニエストル共和国）のFCシェリフ・ティラスポリに加入。9月28日のUEFAチャンピオンズリーググループリーグのレアル・マドリード戦では、1-1で迎えた後半45分に決勝ゴールを決め、敵地エスタディオ・サンティアゴ・ベルナベウで2-1の歴史的勝利をもたらした。
2022年6月、ハンザ・ロストックに移籍した。

## 代表歴
2015年9月5日のUEFA EURO 2016予選対マケドニア代表戦で初出場し、試合終了間際にこの試合唯一のゴールを決めて勝利に導いた。

### ゴール
| No | 開催日         | 会場                           | 対戦国           | スコア | 結果 | 試合概要                                |
| -- | -------------- | ------------------------------ | ---------------- | ------ | ---- | --------------------------------------- |
| 1  | 2015年9月5日   | スタッド・ヨジー・バーテル     | 北マケドニア     | 1–0    | 1–0  | UEFA EURO 2016予選                      |
| 2  | 2021年11月11日 | バクー・オリンピックスタジアム | アゼルバイジャン | 2–0    | 3–1  | 2022 FIFAワールドカップ・ヨーロッパ予選 |

## 家族
父のセルジュ・ティル、母のナタリー・ティル、弟のオリヴィエ・ティル、ヴァンサン・ティルもルクセンブルク代表のサッカー選手である。